# Phrynichus jayakari
Espèce
Phrynichus jayakari est une espèce d'amblypyges de la famille des Phrynichidae.

## Distribution
Cette espèce se rencontre en Oman et au Yémen.

## Description
Le mâle mesure 22,5 mm et la femelle 17 mm.

## Étymologie
Cette espèce est nommée en l'honneur d'Atmaram Sadashiv Jayakar.

## Publication originale
- Pocock, 1894 : Notes on the Pedipalpi of the family Tarantulidae contained in the collection of the British Museum. Annals and Magazine of Natural History, sér. 6, vol. 14, p. 273-298 (texte intégral).